# دیوید وادینگتون
دیوید وادینگتون (انگلیسی: David Waddington, Baron Waddington؛ زاده ۲ اوت ۱۹۲۹ – درگذشته ۲۳ فوریهٔ ۲۰۱۷) سیاست‌مدار اهل بریتانیا، در انگلستان و ولز بود. او از سال ۱۹۶۸ تا ۱۹۷۴، و از سال ۱۹۷۹ تا ۱۹۹۰ و از سال ۱۹۷۹ تا ۱۹۹۰ به عنوان یکی از اعضای حزب محافظه‌کار پارلمان بریتانیا خدمت کرد. وادینگتون در دوران فعالیت سیاسی خود در دولت در سمت «دبیر ارشد حزب محافظه‌کار»، و سپس به عنوان وزیر داخله و در نهایت به عنوان رهبر مجلس اعیان بریتانیا خدمت کرد. او سپس بین سال‌های ۱۹۹۲ تا ۱۹۹۷ به عنوان فرماندار برمودا عهده‌دار مسئولیت بود.

## زندگی‌نامه
وادینگتون در برنلی، لانکاشر، متولد شد و جوان‌ترین فرزند از میان ۵ فرزند خانواده بود. پدر و پدربزرگش هر دو در برنلی ساکن بودند. او در مدرسه کراس‌بروک و صدبرگ که از مدارس مستقل بودند تحصیل کرد. سپس برای ادامه تحصیل به کالج هارتفورد، آکسفورد رفت، جایی که بعداً رئیس انجمن محافظه‌کاران دانشگاه آکسفورد شد. او در سال ۱۹۵۱ عنوان وکیل انگلستان و ولز را به دست آورد.

## مرگ
لرد وادینگتون در تاریخ ۲۳ فوریه ۲۰۱۷ در سن ۸۷ سالگی درگذشت. او همراه با همسر و پنج فرزندش زندگی می‌کرد.